# Асса (саундтрек)
«Асса» — саундтрек к одноимённому фильму Сергея Соловьёва 1987 года; альбом группы «Аквариум». Впервые этот саундтрек был выпущен на виниле фирмой «Мелодия» в 1987 году. В 1996 году он был переиздан на компакт-диске с добавлением трёх бонус-треков, являющимися фрагментами фильма. Позднее этот саундтрек вошёл в сборник «Фильмография» (2000) уже без бонус-треков.

## Список композиций

### Оригинальное издание 1987 года

#### Сторона 1 (19:20)
1. Юрий Чернавский и группа «Весёлые ребята» — «Здравствуй, мальчик Бананан» (В. Матецкий[2] — Ю. Чернавский) (Соло на барабанах — Георгий «Густав» Гурьянов)
2. Борис Гребенщиков и ансамбль «Аквариум» — «Иду на ты» (музыка и слова Б. Гребенщикова)
3. Александр Синицын и группа «Союз композиторов» — ВВС (музыка и слова А. Синицына)
4. Борис Гребенщиков и ансамбль «Аквариум» — «Мочалкин блюз» (музыка и слова Б. Гребенщикова)

#### Сторона 2 (19:17)
1. Борис Гребенщиков и ансамбль «Аквариум» — «Плоскость» (музыка и слова Б. Гребенщикова)
2. Борис Гребенщиков и ансамбль «Аквариум» — «Старик Козлодоев» (музыка и слова Б. Гребенщикова)
3. Борис Гребенщиков и ансамбль «Аквариум» — «Город золотой» (народная песня[3] в обработке Б.Гребенщикова)
4. Жанна Агузарова и группа «Браво» — «Чудесная страна» (Е. Хавтан — Ж. Агузарова, А.Понизовский)
5. В. Цой и группа «Кино» — Хочу перемен (музыка и слова В. Цой)

### Переиздание на компакт-диске 1996 года
1. «Здравствуй, мальчик Бананан» (В. Матецкий[2]; исп. Ю. Чернавский) (7:52)
2. «Иду на ты» (сл. и муз. Б. Гребенщикова; исп. гр. «Аквариум») (2:20)
3. ВВС (сл. и муз. А. Синицына; исп. гр. «Союз композиторов») (6:42)
4. «Мочалкин блюз» (сл. и муз. Б. Гребенщикова; исп. гр. «Аквариум») (2:30)
5. «Плоскость» (сл. и муз. Б. Гребенщикова; исп. гр. «Аквариум») (5:42)
6. «Старик Козлодоев» (сл. и муз. Б. Гребенщикова; исп. гр. «Аквариум») (2:30)
7. «Город Золотой» (А. Хвостенко, В. Вавилов[4]; исп. гр. «Аквариум») (2:41)
8. «Чудесная страна» (Е. Хавтан, А. Олейник; исп. Жанна Агузарова и группа «Браво») (3:13)
9. «Хочу перемен» (сл. и муз. В. Цой; исп. В. Цой, группа «Кино») (5:19)

#### Бонус-треки
1. «Иду на ты» (Т. Друбич и С. Бугаев, поют С. Рыженко и Т. Друбич) (2:58)
2. «Монолог Шурика» (А. Баширов) (4:29)
3. «Мочалкин блюз» (С. Говорухин и С. Бугаев, поёт С. Рыженко) (3:21)